# Adapedonta
Adapedonta é uma ordem de bivalves pertencentes à classe Bivalvia.
Famílias:
- Edmondiidae
- Hiatellidae
- † Pachydomidae
- Pharidae
- Solenidae

Conhecidos em Portugal popularmente por navalha ou lingueirão, alguns destes moluscos bivalves são comercializados para o mercado alimentar: a navalha ou navalheira (Pharus legumen) e o longueirão-direito (Ensis siliqua), ambas espécies pertencentes à família Pharidae, e no sul de Portugal (Algarve) o lingueirão ou canivete (Solen marginatus, família Solenidae).